# Bologna Football Club 1976-1977
Questa voce raccoglie le informazioni riguardanti il Bologna Football Club nelle competizioni ufficiali della stagione 1976-1977.

## Stagione
I rossoblu di Gustavo Giagnoni in questa stagione hanno deluso le aspettative della piazza bolognese, con 27 punti di bottino, hanno dovuto lottare fino al termine del campionato per evitare la retrocessione. Un girone di andata chiuso al penultimo posto con 10 punti, ed un girone di ritorno più dignitoso con 17 punti raccolti, che hanno salvato la permanenza nella massima serie.
Il campionato ha visto il dominio delle due torinesi, che si sono scambiate le posizioni della stagione scorsa, scudetto alla Juventus con 51 punti, Torino secondo a 50,  nettamente staccata con 35 punti la Fiorentina al terzo posto. Sono retrocesse Sampdoria, Catanzaro e Cesena. Miglior marcatore stagionale dei bolognesi è stato Sergio Clerici con 9 reti, di cui 7 in campionato e 2 in Coppa Italia.
In Coppa Italia prima del campionato il Bologna vince il sesto girone di qualificazione, superando Roma, Rimini, Brescia ed Avellino. Nel girone finale A giocato al termine del campionato, la squadra felsinea si piazza seconda alle spalle del Milan, che il 3 luglio a San Siro vincerà la manifestazione, battendo in finale l'Inter.

## Divise
| Casa | Trasferta | 1ª portiere |

## Rosa
| N. |                   | Ruolo | Calciatore               |
| -- | ----------------- | ----- | ------------------------ |
|    | Italia (bandiera) | P     | Franco Mancini           |
|    | Italia (bandiera) | P     | Amos Adani               |
|    | Italia (bandiera) | P     | Astutillo Malgioglio     |
|    | Italia (bandiera) | D     | Angelo Cereser           |
|    | Italia (bandiera) | D     | Mauro Bellugi (capitano) |
|    | Italia (bandiera) | D     | Franco Cresci            |
|    | Italia (bandiera) | D     | Tazio Roversi            |
|    | Italia (bandiera) | D     | Franco Battisodo         |
|    | Italia (bandiera) | D     | Stefano Garuti           |
|    | Italia (bandiera) | D     | Giorgio Valmassoi        |
|    | Italia (bandiera) | C     | Rosario Rampanti         |
|    | Italia (bandiera) | C     | Franco Nanni             |

| N. |                    | Ruolo | Calciatore          |
| -- | ------------------ | ----- | ------------------- |
|    | Italia (bandiera)  | C     | Claudio Maselli     |
|    | Italia (bandiera)  | C     | Ennio Mastalli      |
|    | Italia (bandiera)  | C     | Doriano Pozzato     |
|    | Italia (bandiera)  | C     | Adelmo Paris        |
|    | Italia (bandiera)  | C     | Lionello Massimelli |
|    | Italia (bandiera)  | C     | Roberto Vieri       |
|    | Italia (bandiera)  | A     | Stefano Chiodi      |
|    | Italia (bandiera)  | A     | Oriano Grop         |
|    | Brasile (bandiera) | A     | Sergio Clerici      |
|    | Italia (bandiera)  | A     | Giuliano Fiorini    |
|    | Italia (bandiera)  | A     | Stefano Cumani      |

## Risultati

### Serie A

#### Girone di andata
| Arbitro: | Lazzaroni (Milano) |

|                             |           |                           |
| Zigoni 45’, 87’ A. Moro 49’ | Marcatori | 13’ Grop 58’, 75’ Clerici |

| Arbitro: | Menegali (Roma) |

|  |           |                                    |
|  | Marcatori | 26’, 57’ F. Graziani 66’ Garritano |

| Arbitro: | Ciacci (Firenze) |

|                                       |           |  |
| L. Martini 4’ Badiani 63’ D'Amico 90’ | Marcatori |  |

| Bologna 31 ottobre 1976 4ª giornata | Bologna         | 0 – 0 | Foggia | Stadio Comunale\| Arbitro: \| Serafino (Roma) \| |
| Arbitro:                            | Serafino (Roma) |       |        |                                                  |

| Cesena 7 novembre 1976 5ª giornata | Cesena           | 0 – 0 | Bologna | Stadio La Fiorita\| Arbitro: \| Casarin (Milano) \| |
| Arbitro:                           | Casarin (Milano) |       |         |                                                     |

| Arbitro: | Agnolin (Bassano del Grappa) |

|                        |           |                     |
| Chiodi 37’ Maselli 50’ | Marcatori | 72’ Silva 90’ Bigon |

| Arbitro: | Lazzaroni (Milano) |

|             |           |                           |
| Banelli 44’ | Marcatori | 75’ Pozzato 80’ Valmassoi |

| Bologna 5 dicembre 1976 8ª giornata | Bologna           | 0 – 0 | Genoa | Stadio Comunale\| Arbitro: \| Gussoni (Tradate) \| |
| Arbitro:                            | Gussoni (Tradate) |       |       |                                                    |

| Arbitro: | Lops (Torino) |

|             |           |  |
| Vannini 39’ | Marcatori |  |

| Arbitro: | Bergamo (Livorno) |

|  |           |           |
|  | Marcatori | 3’ Causio |

| Arbitro: | Menegali (Roma) |

|                                      |           |  |
| Caso 16’ Desolati 85’ Bertarelli 90’ | Marcatori |  |

| Arbitro: | Ciacci (Firenze) |

|                    |           |                                               |
| Clerici 37’ (rig.) | Marcatori | 5’, 26’ Muraro 61’, 70’ Fedele 77’ S. Mazzola |

| Arbitro: | Panzino (Catanzaro) |

|  |           |                |
|  | Marcatori | 80’ G. Savoldi |

| Genova 30 gennaio 1977 14ª giornata | Sampdoria            | 0 – 0 | Bologna | Stadio Luigi Ferraris\| Arbitro: \| Barbaresco (Cormons) \| |
| Arbitro:                            | Barbaresco (Cormons) |       |         |                                                             |

| Arbitro: | Agnolin (Bassano del Grappa) |

|                                       |           |  |
| Menichini 14’ (aut.) Paris 82’ (rig.) | Marcatori |  |

#### Girone di ritorno
| Bologna 13 febbraio 1977 16ª giornata | Bologna       | 0 – 0 | Verona | Stadio Comunale\| Arbitro: \| Ciulli (Roma) \| |
| Arbitro:                              | Ciulli (Roma) |       |        |                                                |

| Arbitro: | Casarin (Milano) |

|                 |           |  |
| F. Graziani 42’ | Marcatori |  |

| Arbitro: | Menicucci (Firenze) |

|                   |           |  |
| Pighin 19’ (aut.) | Marcatori |  |

| Arbitro: | Barbaresco (Cormons) |

|              |           |  |
| Ulivieri 75’ | Marcatori |  |

| Bologna 13 marzo 1977 20ª giornata | Bologna            | 0 – 0 | Cesena | Stadio Comunale\| Arbitro: \| Michelotti (Parma) \| |
| Arbitro:                           | Michelotti (Parma) |       |        |                                                     |

| Arbitro: | Serafino (Roma) |

|                  |           |                    |
| Bigon 34’ (aut.) | Marcatori | 32’ (aut.) Cereser |

| Bologna 27 marzo 1977 22ª giornata | Bologna         | 0 – 0 | Catanzaro | Stadio Comunale\| Arbitro: \| Menegali (Roma) \| |
| Arbitro:                           | Menegali (Roma) |       |           |                                                  |

| Arbitro: | Agnolin (Bassano del Grappa) |

|  |           |                |
|  | Marcatori | 1’, 84’ Chiodi |

| Arbitro: | Ciulli (Roma) |

|             |           |  |
| Clerici 11’ | Marcatori |  |

| Arbitro: | Ciacci (Firenze) |

|                                   |           |             |
| Boninsegna 10’ (rig.) Bettega 69’ | Marcatori | 31’ Clerici |

| Arbitro: | Gussoni (Tradate) |

|                         |           |  |
| Maselli 48’ Clerici 54’ | Marcatori |  |

| Milano 1º maggio 1977 27ª giornata | Inter           | 0 – 0 | Bologna | Stadio San Siro\| Arbitro: \| Lattanzi (Roma) \| |
| Arbitro:                           | Lattanzi (Roma) |       |         |                                                  |

| Arbitro: | Bergamo (Livorno) |

|                   |           |                       |
| W. Speggiorin 86’ | Marcatori | 10’ Pozzato 68’ Nanni |

| Arbitro: | Agnolin (Bassano del Grappa) |

|                                      |           |             |
| Chiodi 2’, 63’ Clerici 15’ Nanni 30’ | Marcatori | 85’ Tuttino |

| Arbitro: | Terpin (Trieste) |

|                  |           |  |
| Di Bartolomei 8’ | Marcatori |  |

### Coppa Italia

#### Primo turno
| Arbitro: | Benedetti (Roma) |

|                                |           |                       |
| Nanni 3’ Grop 55’ Rampanti 73’ | Marcatori | 65’ Gritti 81’ Capone |

| Arbitro: | Menegali (Roma) |

|  |           |                        |
|  | Marcatori | 29’ Cresci 67’ Clerici |

| Arbitro: | Gonella (Torino) |

|                                |           |  |
| Clerici 27’ Grop 47’ Nanni 50’ | Marcatori |  |

| Arbitro: | Casarin (Milano) |

|                          |           |         |
| Di Bartolomei 21’ (rig.) | Marcatori | 4’ Grop |

#### Secondo turno
| Arbitro: | Mattei (Macerata) |

|                                         |           |  |
| Nanni 18’ Chiodi 76’ Lievore 88’ (aut.) | Marcatori |  |

| Arbitro: | Lo Bello (Siracusa) |

|                                                                   |           |  |
| G. Braglia 16’ Bigon 56’ Calloni 58’ G. Morini 70’ A. Maldera 74’ | Marcatori |  |

| Arbitro: | Mascia (Milano) |

|  |           |                                   |
|  | Marcatori | 75’ (rig.) Paris 84’ (rig.) Nanni |

| Bologna 22 giugno 1977 4ª giornata | Bologna              | 0 – 0 | Napoli | Stadio Comunale\| Arbitro: \| Barbaresco (Cormons) \| |
| Arbitro:                           | Barbaresco (Cormons) |       |        |                                                       |

| Arbitro: | Benedetti (Roma) |

|            |           |               |
| Cresci 90’ | Marcatori | 8’ G. Braglia |

| Arbitro: | G. Panzino (Catanzaro) |

|                |           |  |
| Montefusco 19’ | Marcatori |  |

## Statistiche

### Statistiche di squadra
| Competizione | Punti | In casa | In casa | In casa | In casa | In casa | In casa | In trasferta | In trasferta | In trasferta | In trasferta | In trasferta | In trasferta | Totale | Totale | Totale | Totale | Totale | Totale | DR |
| Competizione | Punti | G       | V       | N       | P       | Gf      | Gs      | G            | V            | N            | P            | Gf           | Gs           | G      | V      | N      | P      | Gf     | Gs     | DR |
| ------------ | ----- | ------- | ------- | ------- | ------- | ------- | ------- | ------------ | ------------ | ------------ | ------------ | ------------ | ------------ | ------ | ------ | ------ | ------ | ------ | ------ | -- |
| Serie A      | 27    | 15      | 5       | 6       | 4       | 13      | 13      | 15           | 3            | 5            | 7            | 11           | 18           | 30     | 8      | 11     | 11     | 24     | 31     | -7 |
| Coppa Italia |       | 5       | 3       | 2       | 0       | 10      | 3       | 5            | 2            | 1            | 2            | 5            | 7            | 10     | 5      | 3      | 2      | 15     | 10     | +5 |
| Totale       |       | 20      | 8       | 8       | 4       | 23      | 16      | 20           | 5            | 6            | 9            | 16           | 25           | 40     | 13     | 14     | 13     | 39     | 41     | -2 |

### Statistiche dei giocatori
| Giocatore     | Serie A  | Serie A | Serie A     | Serie A    | Coppa Italia | Coppa Italia | Coppa Italia | Coppa Italia | Totale   | Totale | Totale      | Totale     |
| Giocatore     | Presenze | Reti    | Ammonizioni | Espulsioni | Presenze     | Reti         | Ammonizioni  | Espulsioni   | Presenze | Reti   | Ammonizioni | Espulsioni |
| ------------- | -------- | ------- | ----------- | ---------- | ------------ | ------------ | ------------ | ------------ | -------- | ------ | ----------- | ---------- |
| A. Adani      | 2        | -6      | ?           | ?          | ?            | ?            | ?            | ?            | 2+       | -6+    | ?           | ?          |
| F. Battisodo  | 9        | 0       | ?           | ?          | ?            | ?            | ?            | ?            | 9+       | 0+     | ?           | ?          |
| M. Bellugi    | 2        | 0       | ?           | ?          | ?            | ?            | ?            | ?            | 2+       | 0+     | ?           | ?          |
| A. Cereser    | 20       | 0       | ?           | ?          | ?            | ?            | ?            | ?            | 20+      | 0+     | ?           | ?          |
| S. Chiodi     | 25       | 5       | ?           | ?          | ?            | ?            | ?            | ?            | 25+      | 5+     | ?           | ?          |
| S. Clerici    | 25       | 7       | ?           | ?          | ?            | ?            | ?            | ?            | 25+      | 7+     | ?           | ?          |
| F. Cresci     | 29       | 0       | ?           | ?          | ?            | ?            | ?            | ?            | 29+      | 0+     | ?           | ?          |
| S. Garuti     | 11       | 0       | ?           | ?          | ?            | ?            | ?            | ?            | 11+      | 0+     | ?           | ?          |
| O. Grop       | 14       | 1       | ?           | ?          | ?            | ?            | ?            | ?            | 14+      | 1+     | ?           | ?          |
| A. Malgioglio | 1        | 0       | ?           | ?          | ?            | ?            | ?            | ?            | 1+       | 0+     | ?           | ?          |
| F. Mancini    | 28       | -25     | ?           | ?          | ?            | ?            | ?            | ?            | 28+      | -25+   | ?           | ?          |
| C. Maselli    | 30       | 2       | ?           | ?          | ?            | ?            | ?            | ?            | 30+      | 2+     | ?           | ?          |
| L. Massimelli | 22       | 0       | ?           | ?          | ?            | ?            | ?            | ?            | 22+      | 0+     | ?           | ?          |
| E. Mastalli   | 2        | 0       | ?           | ?          | ?            | ?            | ?            | ?            | 2+       | 0+     | ?           | ?          |
| F. Nanni      | 19       | 2       | ?           | ?          | ?            | ?            | ?            | ?            | 19+      | 2+     | ?           | ?          |
| A. Paris      | 28       | 1       | ?           | ?          | ?            | ?            | ?            | ?            | 28+      | 1+     | ?           | ?          |
| D. Pozzato    | 19       | 2       | ?           | ?          | ?            | ?            | ?            | ?            | 19+      | 2+     | ?           | ?          |
| R. Rampanti   | 16       | 0       | ?           | ?          | ?            | ?            | ?            | ?            | 16+      | 0+     | ?           | ?          |
| T. Roversi    | 29       | 0       | ?           | ?          | ?            | ?            | ?            | ?            | 29+      | 0+     | ?           | ?          |
| G. Valmassoi  | 16       | 1       | ?           | ?          | ?            | ?            | ?            | ?            | 16+      | 1+     | ?           | ?          |
| R. Vieri      | 4        | 0       | ?           | ?          | ?            | ?            | ?            | ?            | 4+       | 0+     | ?           | ?          |